# Concile de Cirta
Le concile de Cirta est un concile qui se tient le 5 mars 305 à Cirta, sous la présidence du primat de Numidie, Secundus de Tigisi, pour procéder à l'ordination de l'évêque Silvanus.
Le compte-rendu du concile, désigné sous le nom de « protocole de Cirta », nous est connu grâce à Optat de Milève et Augustin d'Hippone, qui l'a retranscrit dans le Contra Cresconium.

## Participants
- Second, évêque de Tigisi
- Urbain Donat
- Donat de Masculum
- Marinus de Thibilis (auj. Sellaoua Announa
- Donat de Calama (auj. Guelma)
- Victor de Rusucade (auj. Skikda)
- Purpurins de Lima
- Victor de Garbé
- Felix
- Second le Jeune